# Estación de Montparnasse - Bienvenüe
La estación de Montparnasse - Bienvenüe es una estación del Metro de París. Se encuentra en el límite de los distritos seis, catorce y quince. Pertenece a las líneas 4, 6, 12  y 13. 
Ofrece conexiones con la línea N de la red de cercanías y con la estación de tren de París Montparnasse.
En 2008, era la cuarta estación con mayor número de viajeros de la red con cerca de 31 millones de usuarios.

## Historia
La parte de la estación que se denominaba Bienvenüe, que abrió como Montparnasse en 1906, cambiando el nombre por Avenue du Maine en 1910 y de nuevo por el de Bienvenüe en 1933, en honor al principal promotor del Metro de París, Fulgence Bienvenüe, se situaba en la parte trasera de la estación de Montparnasse, permitiendo desde 1937 la correspondencia entre las líneas 6 (entonces el tramo donde está la estación era parte de la línea 5) y 13 (entonces parte de la antigua línea 14).
A finales de los años 30 se abrió un largo pasillo subterráneo entre las dos estaciones, fusionándose en una sola el 6 de octubre de 1942, momento en que se abrió la Estación del Maine, origen y final de trenes de grandes líneas que con el tiempo daría paso a la estación de ferrocarril actual.
Así, los andenes de las líneas 4 y 12 se sitúan bajo la Plaza del 18 de junio de 1940 y los de las líneas 6 y 13 cerca de la Puerta Océane y el vestíbulo de la estación de ferrocarril.
En 2002 se instaló un pasillo rodante experimental, el "más rápido del mundo", funcionando al principio a 12 km/h y luego bajándose a 9 km/h. Este pasillo rodante recorre 185 m del pasillo de enlace entre las líneas 4 y 12 y las líneas 6 y 13 y estación de ferrocarril.

## Descripción

### Estación de la línea 4
Se compone de dos andenes laterales de 90 metros de longitud y de dos vías.
Está diseñada en bóveda elíptica revestida completamente de los clásicos azulejos blancos del metro parisino aunque en este caso son planos, sin biselar. 
La iluminación es de estilo Ouï-dire realizándose a través de estructuras que recorren los andenes sujetados por elementos curvados que proyectan una luz difusa en varias direcciones. Inicialmente esta iluminación coloreaba las bóvedas pero esta característica se ha perdido. Ese mismo estilo parece también en los asientos donde se combinan asientos convencionales con bancos que por su altura permiten tanto apoyarse como sentarse. 
La señalización por su parte usa la moderna tipografía Parisine donde el nombre de la estación aparece en letras blancas sobre un panel metálico de color azul.

### Estación de la línea 6

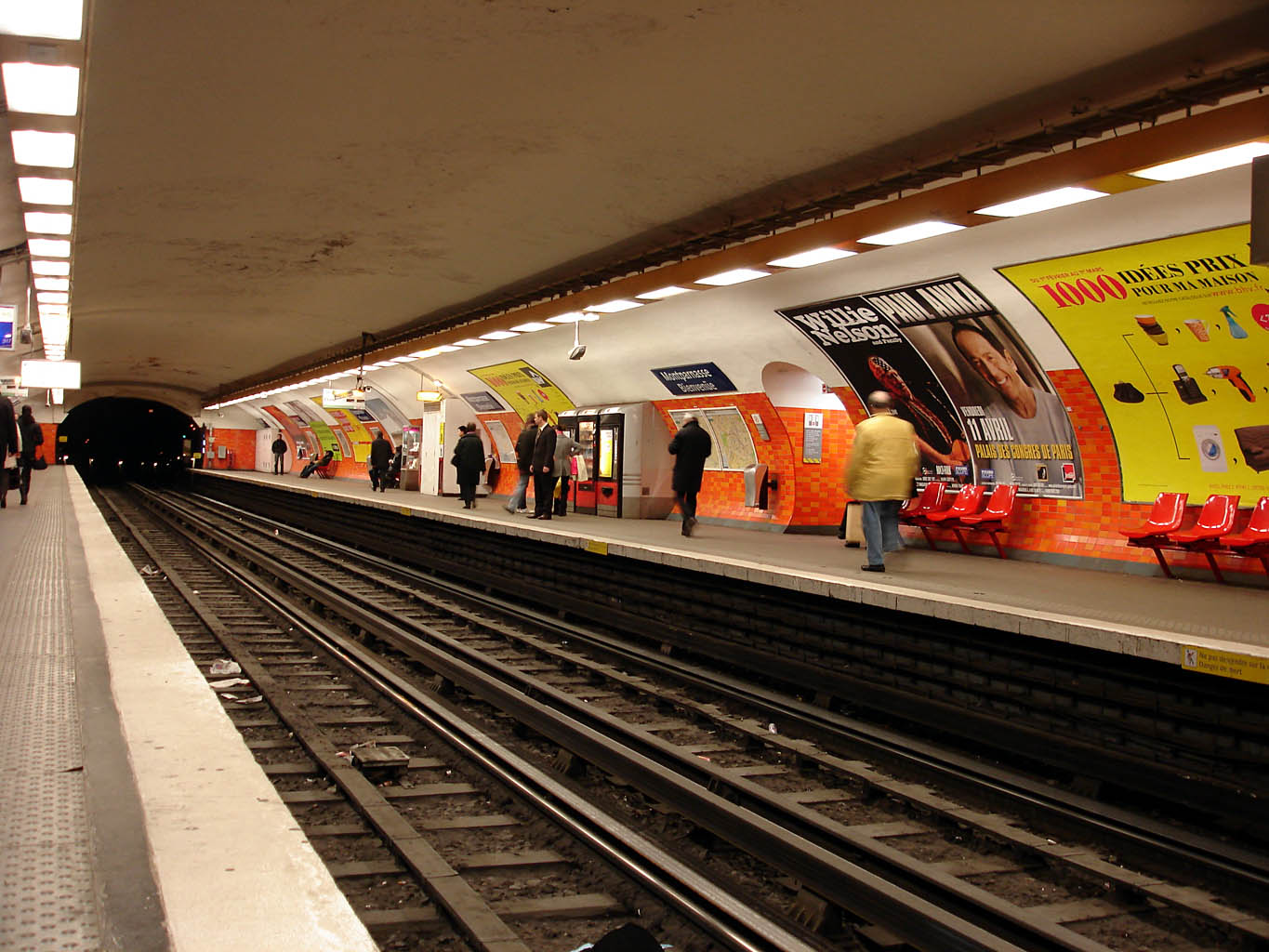
La estación de la línea 6 de estilo Mouton.

Se compone de dos andenes laterales de 75 metros de longitud y de dos vías. 
En su decoración la estación se vio afectada por el estilo Mouton-Duvernet propio de los años 60. De esta forma, las paredes de la bóveda están revestidas parcialmente por azulejos de color naranja de varios tonos. La iluminación es también la propia del estilo.
La señalización por su parte usa la moderna tipografía Parisine donde el nombre de la estación aparece en letras blancas sobre un panel metálico de color azul. Por último, los asientos son rojos, individualizados y de tipo Motte.

### Estación de la línea 12
Se compone de dos andenes laterales de 75 metros de longitud y de dos vías. 
En su diseño es idéntica a la estación de la línea 4.

### Estación de la línea 13

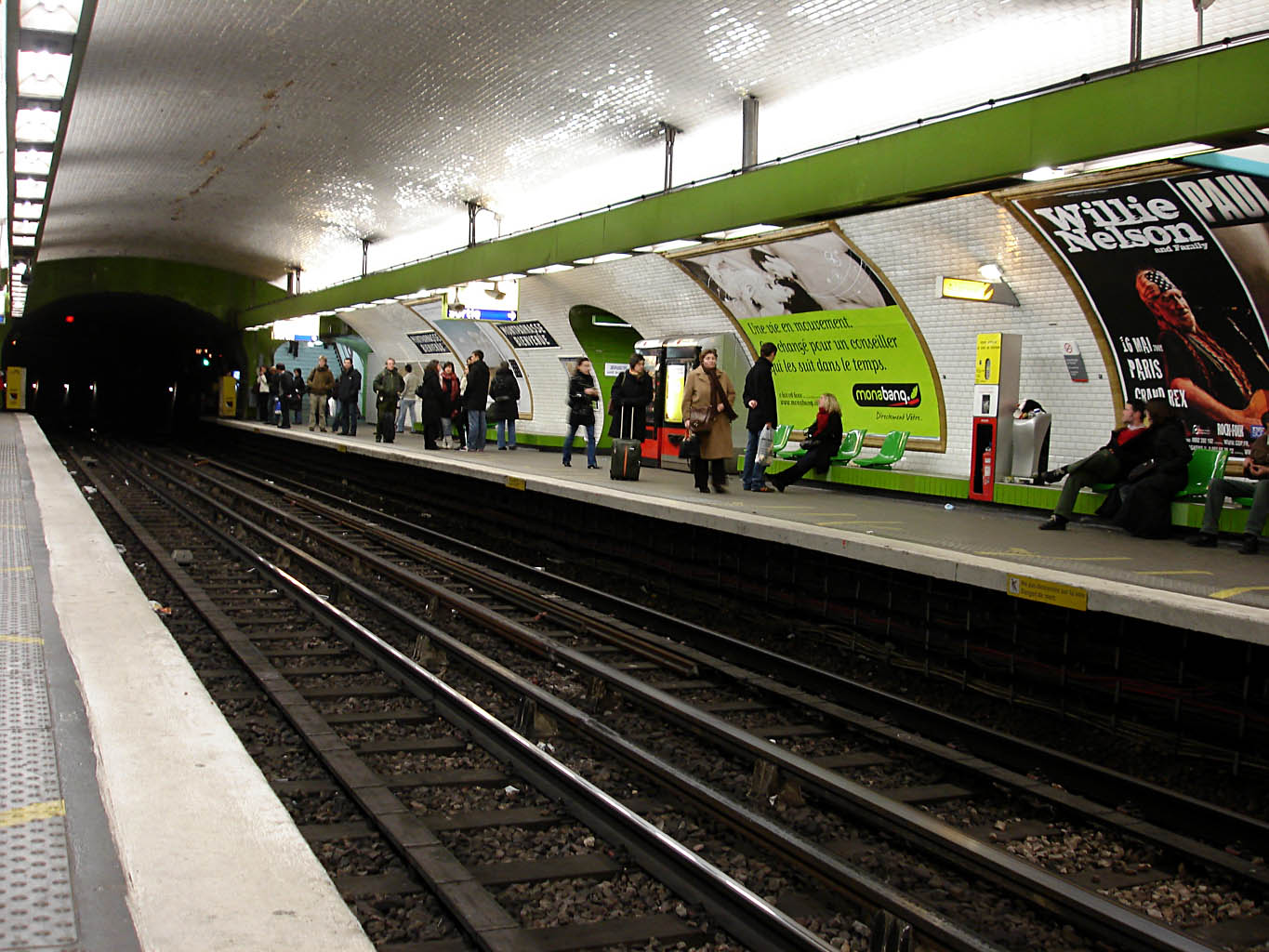
La estación de la línea 13 de estilo Motte.

Se compone de dos andenes laterales de 75 metros de longitud y de dos vías.
Está diseñada en bóveda elíptica revestida completamente de los clásicos azulejos blancos biselados del metro parisino.
La iluminación es de estilo Motte y se realiza con lámparas resguardadas en estructuras rectangulares de color verde que sobrevuelan la totalidad de los andenes no muy lejos de las vías.
La señalización por su parte usa la tipografía CMP donde el nombre de la estación aparece sobre un fondo de azulejos azules en letras blancas. Por último los asientos, que también son de estilo Motte, combinan una larga y estrecha hilera de cemento revestida de azulejos verdes que sirve de banco improvisado con algunos asientos individualizados del mismo color que se sitúan sobre dicha estructura.

## Accesos
La estación tiene 8 accesos:
- 1 Porte Océane: directo a la estación de ferrocarril
- 2 Place Bienvenüe: Plaza Bienvenüe, 2
- 4 Tour Montparnasse: Plaza Raoul Dautry entre la torre y la estación
- 5 Boulevard Montparnasse: Bulevar Montparnasse, 71-73
- 6 Rue d'Odessa: C/Départ, 1
- 7 Rue du Départ: acceso directo al nivel subterráneo del centro comercial
- 8 Rue de Rennes: Bulevar Montparnasse, 59bis